# Giannino Antona Traversi
Giannino Antona Traversi (Milano, 7 marzo 1860 – Verona, 27 dicembre 1939) è stato un commediografo, scrittore e politico italiano.
Fratello di Camillo Antona Traversi, fu autore di commedie ironiche che ritraevano la società mondana di fine '800 tra le quali ricordiamo Il braccialetto (1897), La scuola del marito (1898), I giorni più lieti (1903) e Viaggio di nozze (1904). Nel 1929 fu nominato Senatore del Regno per i meriti acquisiti nell’opera di riconoscimento delle salme dei Caduti italiani nella Prima Guerra Mondiale.

## Biografia

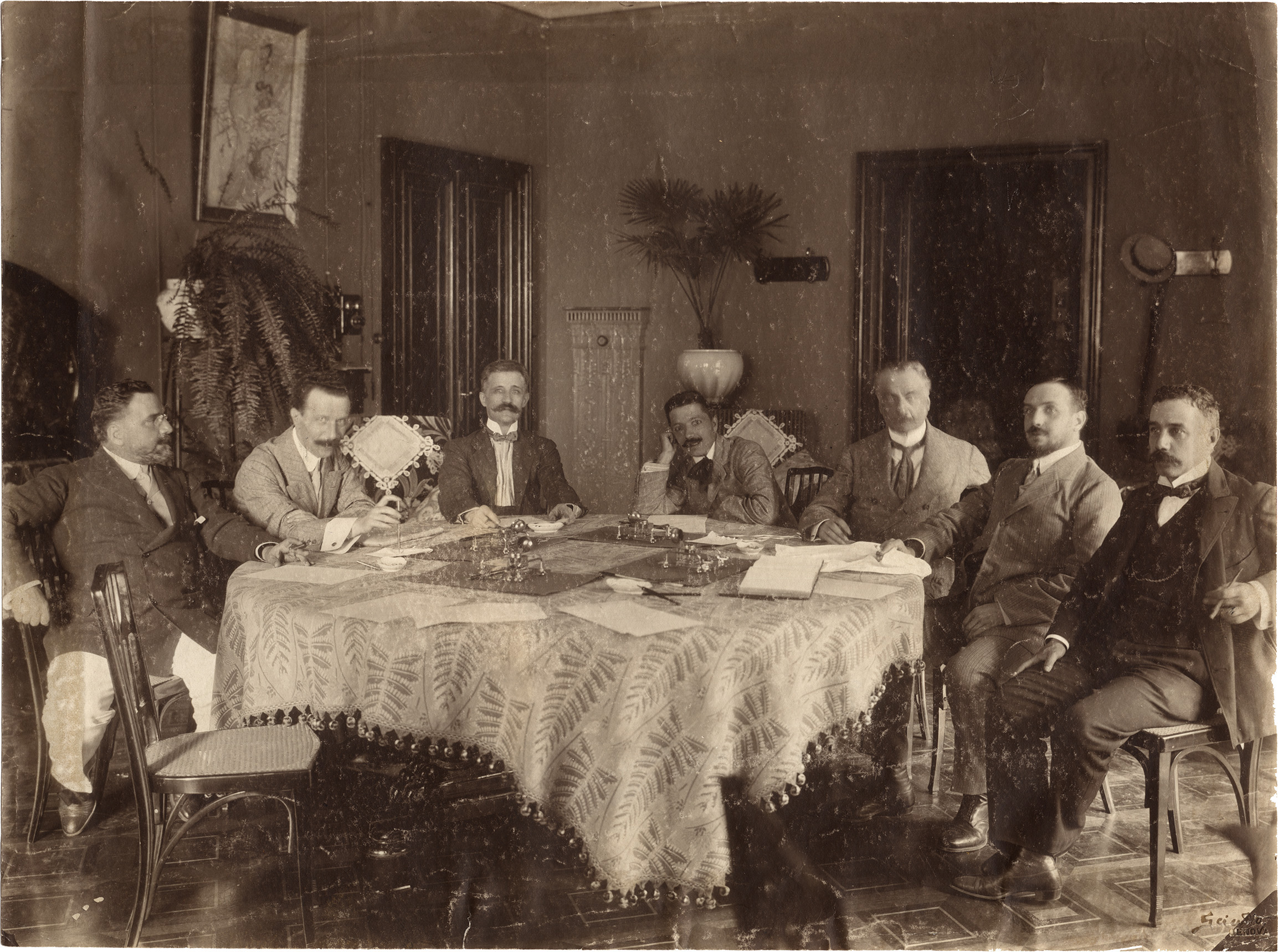
Da sinistra: Gerolamo Rovetta, Marco Praga, Giannino Antona Traversi, Augusto Novelli, Domenico Oliva, Renato Simoni e Sabatino Lopez nel 1907 a Genova

Giannino Antona Traversi nacque a Milano, in Corsia del Giardino, il 7 marzo 1860. Il padre Giovanni, giurista e grande proprietario terriero, fu deputato per quattro legislature, sedendo come mazziniano all’estrema sinistra dell’emiciclo. La madre Claudia Grismondi era discendente di una nobile famiglia bergamasca, distintasi per l’ardente patriottismo.
Studiò a Firenze, Roma e Napoli, dove si laureò in giurisprudenza anche se non ritirò mai il diploma di laurea, perché il denaro che il padre gli aveva inviato per pagare la tassa necessaria lo impiegò in altro modo. A Napoli da studente esordì come scrittore nel giornaletto Il Liceo, fondato da lui e da Salvatore di Giacomo, suo compagno al liceo Vittorio Emanuele.
Dopo il volontariato di cavalleria nel 1882 Antona Traversi condusse a Milano per vari anni vita mondana e spensierata. Esordì come commediografo nel 1892, quando venne messa in scena La mattina dopo. Seguirono fino al 1912 quasi una trentina di commedie di costume, in cui l’alta società del tempo è rappresentata con toni leggeri e arguti nei suoi stereotipi più profondi.
Allo scoppio della prima guerra mondiale si schierò con gli interventisti e diede alle stampe un album di caricature dal titolo Gli Unni… e gli altri, ferocemente anti-germanico. Con l’entrata in guerra dell’Italia, il 24 maggio 1915, fu nominato Tenente di Complemento dei Lancieri di Montebello, per la durata della guerra. Dopo una prima fase all’ufficio propaganda, partecipò alle azioni della 3ª Divisione di Cavalleria al di là dell’Isonzo e della 28ª Divisione sul Carso, come ufficiale di collegamento con le divisioni di prima linea.
Il 24 novembre 1917 fu promosso Capitano; fu insignito della Croce al Merito di Guerra, della Croix de Guerre 1914-1918 francese e della croce della Terza Armata (non ufficiale). Dopo la permanenza nel 1919 a Innsbruck, come addetto all'Ufficio Propaganda del Comando del III Corpo d'Armata (Tenente Generale Ugo Sani),dove sistemò il Cimitero Militare di Amras, tuttora esistente, iniziò l’esperienza al’Ufficio Centrale per le Cure e Onoranze alle Salme dei Caduti in Guerra (C.O.S.C.G), costituito a Udine e comandato dal Colonnello Vincenzo Paladini, dove restò impegnato dal 1920 al 1927. Diede impulso alla costruzione del primo cimitero di Redipuglia, inaugurato nel 1923 e poi trasformato in museo. Nel maggio del 1929 fu nominato Senatore del Regno, carica che gli permise di continuare l’opera di assistenza alle famiglie dei caduti. Negli ultimi anni della sua vita visse prevalentemente a Meda, nella villa di famiglia, Villa Antona Traversi, dove allestì un museo personale che esiste tuttora, suddiviso fra l’esperienza di commediografo e quella legata alla prima guerra mondiale.
Morì a Verona nel dicembre del 1939.

## Le commedie e l’attività teatrale

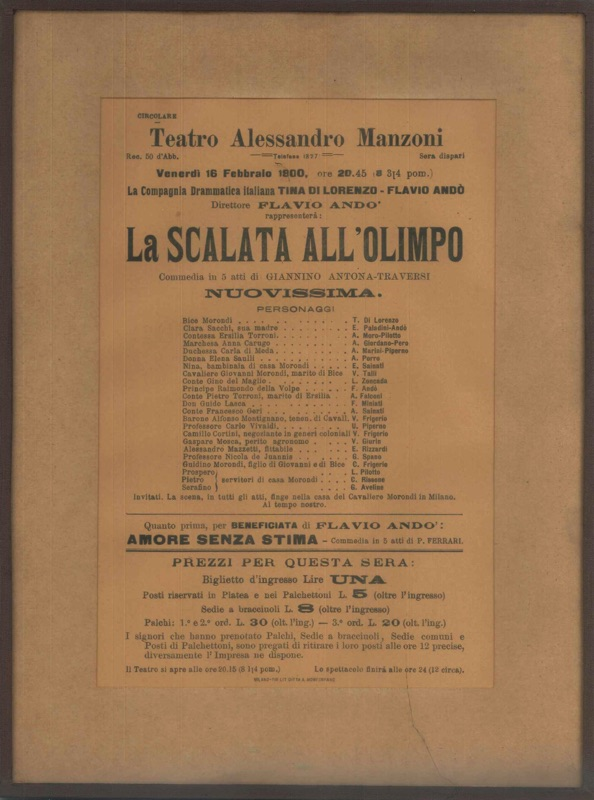
Locandina della prima de La scalata all'Olimpo

L’esordio teatrale avviene con La mattina dopo, messa in scena all’Accademia dei Filodrammatici di Milano il 21 febbraio 1892. Fu un successo, che portò l’autore alla ribalta del mondo teatrale e gli fece vincere, nel 1893, un concorso governativo che prevedeva un premio di Lire 1.000.
Nel luglio 1892 va in scena, al teatro della Commenda di Milano, l’atto unico Per vanità. Verona è invece la ribalta del primo dramma, Dura lex, del 1893. Seguirà un’altra commedia, La civetta, rappresentata al teatro Gerbino di Torino il 13 maggio 1894. È del 1897 l’atto unico Il braccialetto, con cui l’autore ritorna alla commedia di costume. Seguiranno La prima volta (1898) e La scuola del marito (1898).
Con La scalata all’Olimpo (1900) Antona Traversi mette in scena il tentativo vano di una famiglia borghese di nobilitarsi. Tra le altre commedie si segnalano I giorni più lieti (1903), Viaggio di nozze (1904) e I martiri del lavoro (1908).
Con la partecipazione attiva alla prima guerra mondiale l’attività teatrale di Antona Traversi inevitabilmente si interrompe, per riprendere molto più tardi nella forma di dramma patriottico con L’Offerta (1934).
Il tratto comune dei lavori di Giannino Antona Traversi è la rappresentazione dell’ambiente aristocratico in tutte le sfumature più particolari. La critica ha individuato quattro costanti nei suoi lavori teatrali: l’illustrazione dell’egoismo maschile, la perversità femminile, l’aprire vasti orizzonti sulle scene di società e sulle usanze e, infine, il soffermarsi sui drammi psicologici di quei personaggi che hanno conservato, più degli altri, un fondo di individualità e umanità.

## La Prima Guerra Mondiale e Redipuglia

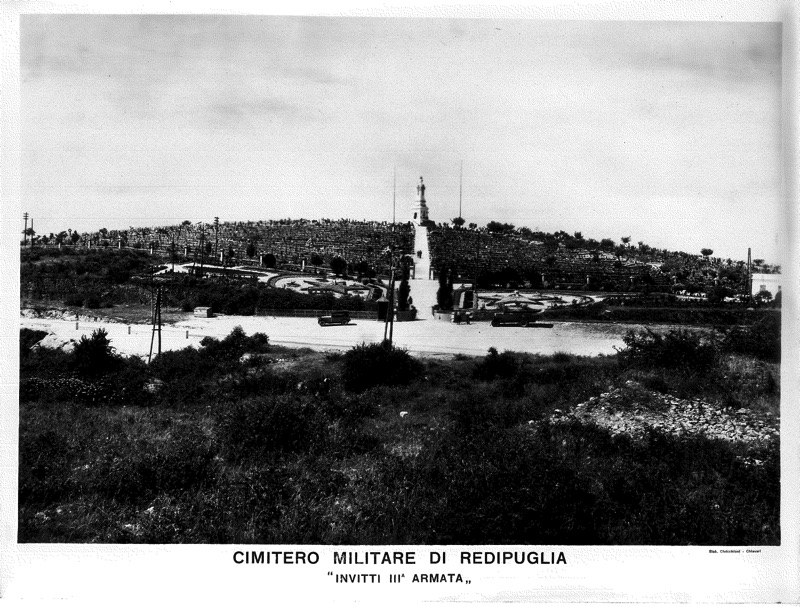
Veduta del cimitero degli Invitti di Redipuglia (1923)

L’opera di Giannino Antona Traversi è indissolubilmente legata alla realizzazione del Cimitero degli Invitti, il primo sacrario di Redipuglia - che contribuì a finanziare con 500.000 Lire (all'incirca mezzo milione di Euro) tramite conferenze, oblazioni e donazioni di amici e conoscenti, e con la vendita delle note cartoline illustrate, che riportano i suoi versi - inaugurato solennemente il 24 maggio del 1923 e dedicato all’Invitta Terza Armata. Le tombe dei 40.000 Caduti, che il cimitero ospitava, erano disposte sul colle Sant’Elia a gironi concentrici, a richiamare il Purgatorio dantesco, ed erano completate da tipici cimeli di guerra – armi, congegni, suppellettili e altri oggetti cari ai soldati – identificati ciascuno da poetiche epigrafi dettate dall’Antona Traversi, che per questo venne ribattezzato “poeta-soldato”.
Quest’opera, caratteristica per la sua estrema semplicità, non aveva però una struttura tale da resistere al passare degli anni e alle intemperie. Fu per questo necessario trasferire le salme nell’attuale Sacrario monumentale, inaugurato il 18 settembre 1938 e più aderente ai dettami architettonici del regime fascista, mentre i cimeli hanno trovato posto nei musei annessi al sacrario. Oggi il Cimitero degli Invitti si presenta come Parco della Rimembranza, il cui viale principale è intitolato proprio ad Antona Traversi.

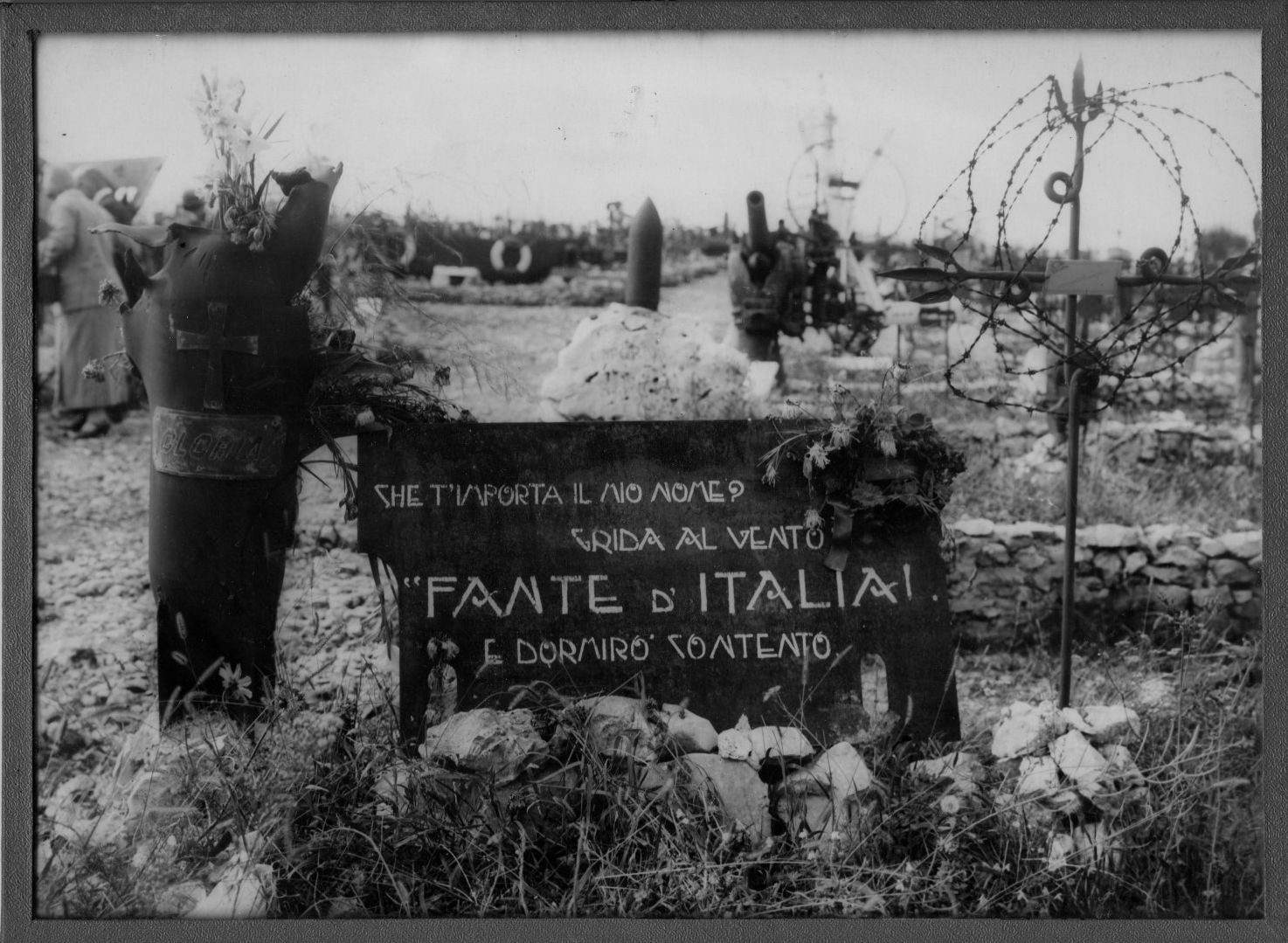
Particolare di una tomba del primo cimitero di Redipuglia

L’attività dell’Antona Traversi all’Ufficio Centrale per le Cure e Onoranze alle Salme dei Caduti in Guerra si svolse ininterrottamente dal 1920 al 1927, e di essa restano a testimonianza migliaia di lettere ordinate dall’autore e conservate nel suo archivio, per la maggior parte corrispondenze di familiari che cercavano notizie sui propri cari.
Negli anni Venti furono continue le attività organizzative e le partecipazioni oratorie in occasione di commemorazioni legate alla Grande Guerra, come la raccolta di fondi per le madri e le vedove dei Caduti. Un impegno che proseguì anche dopo la nomina a Senatore del Regno, nel 1929, trovando compimento in diverse iniziative parlamentari a favore dei reduci e delle vedove di guerra.

## Opere
- La mattina dopo, commedia in un atto, premiata al Concorso drammatico governativo
- Per vanità!, scena unica
- Dura lex, dramma in quattro atti, premiato al Concorso drammatico governativo
- La Civetta, commedia in tre atti
- Il Braccialetto, commedia in un atto, premiata al Concorso drammatico governativo
- La prima volta, commedia in un atto
- La scuola del marito, commedia in quattro atti, premiata al Concorso drammatico governativo
- La scalata dell'Olimpo, commedia in cinque atti
- L'amica, commedia in quattro atti
- I giorni più lieti, commedia in tre atti
- La fedeltà dei mariti, commedia in quattro atti
- L'unica scusa, scena unica
- Viaggio di nozze, dramma in tre atti
- Curiosità mondana, commedia in tre atti
- Una moglie onesta, dramma in tre atti, premiata al Concorso drammatico governativo
- I martiri del lavoro, commedia in tre atti
- La madre, dramma in quattro atti
- Il paravento, commedia in tre atti
- Quegli che paga, commedia in tre atti
- Fiamma, tragedia in quattro atti, in collaborazione con Francesco Pastonchi
- La religione delle peccatrici, scena unica
- La pelliccia di martora, novella sceneggiata